# Ewaldus Schrevelius

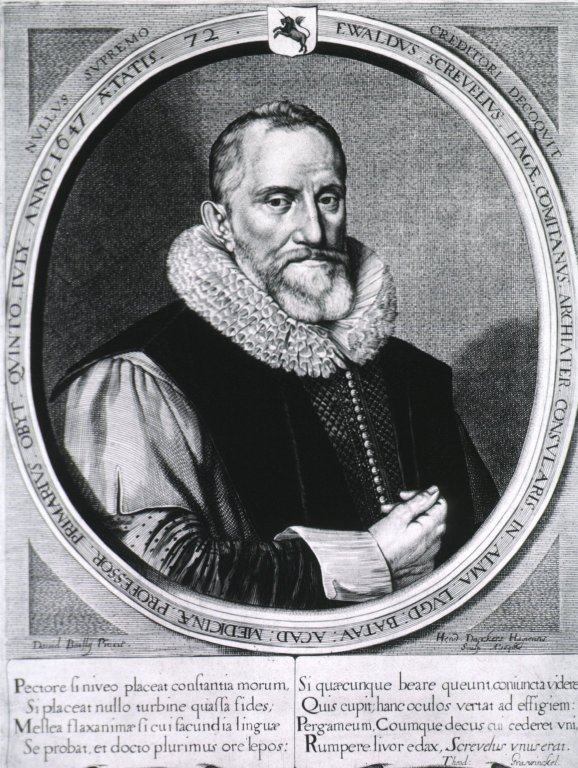
Ewaldus Schrevelius

Ewaldus Schrevelius (auch: Eobaldus Screvelius, Ewoldus Screvel; * 1575 in Den Haag; † 5. Juli 1647 in Leiden) war ein niederländischer Mediziner und Botaniker.

## Leben
Schrevelius stammt aus einer angesehenen Haager Familie, die als Patrizier einige Bürgermeister seiner Geburtsstadt stellte. Sein Vater Adriaan (Adriaen) Screvel hatte selbst dieses Amt 1589, 1599 sowie von 1604 bis 1606 bekleidet und sich als Tuchhändler Ansehen erworben.
Über seinen jugendlichen Werdegang ist wenig bekannt. Er soll in Leiden studiert haben und promoviert worden sein, ohne dass dieses in den Leidener Matrikeln und Promotionskatalog feststellbar wäre. Möglicherweise hielt er sich auch an anderen europäischen Universitäten auf. Ab 1613 war er als praktischer Arzt in seiner Heimatstadt tätig, wurde 1619 Leibarzt des damaligen Regenten Moritz von Oranien und kam im Alter von fünfzig Jahren, am 13. Mai 1625, als Professor der Medizin an die Universität Leiden.
Als solcher unterrichtete er die Botanik, wobei sich seine Vorlesungen mit den Lehren von Galen und der Wirkung von verschiedenen Mineralien beschäftigten. Sein herausragendstes Verdienst liegt in der Miteinrichtung des von seinem Mitkollegen Otto Heurnius (1577–1652) begründeten Collegium practicum, in quo ad morbes caute cuandros studiosi in nosocomio instruntur. Es handelt sich dabei um eine universitäre Klinik am Leidener Cäcilienkrankenhaus, in welcher die Studenten in die medizinische Praxis eingeführt wurden. Als Anregung diente vermutlich eine gleich gelagerte Errichtung in Utrecht, welche durch Wilhelm van der Straten im Jahr zuvor initiiert wurde.
Auch wenn die Person Schrevelius heute weitgehend in Vergessenheit geraten ist, genoss er unter seinen Zeitzeugen hohes Ansehen. So nennt ihn sein einstiger Schüler Johannes Walaeus (1604–1649) als maximus medicus (größter Arzt) und sein Utrechter Amtskollege Isbrand van Diemerbroeck als doctis simum et in praxi medica versatissimum virum (gelehrt und in der medizinischen Praxis versierter Mann). Auch wenn kein eigenständiges Werk aus seiner Feder überliefert ist, so lassen sich einige kleine Abhandlungen im Kontext seiner Tätigkeit an der Universität erschließen. Vielmehr dürfte jedoch seine Bedeutung in seiner praktischen Tätigkeit zu suchen sein. Zudem beteiligte er sich auch an den organisatorischen Aufgaben der Leidener Hochschule und er war in den Jahren 1631/1632 sowie 1646/1647 Rektor der Alma Mater.
Verheiratet war Schrevelius mit Maria van Swaenswyck.

## Werke
- Diss. de uteri suffocatione. Leiden 1646
- Disp. de materia emptionis et venditionis. (Resp. Joan. Conans) Leiden 1631
- Disp. Medica Inauguralis de Scorbuto. (Resp. Antonius Weberus) 1646
- M. D. Alloquutio ad Gulielmum principem Auriacum ; ad init. orationis in excessum Jo. Polyandri a Kerckhoven a Frid. Spanhemio. (o.J, o. O.)